# Julie Gichuru

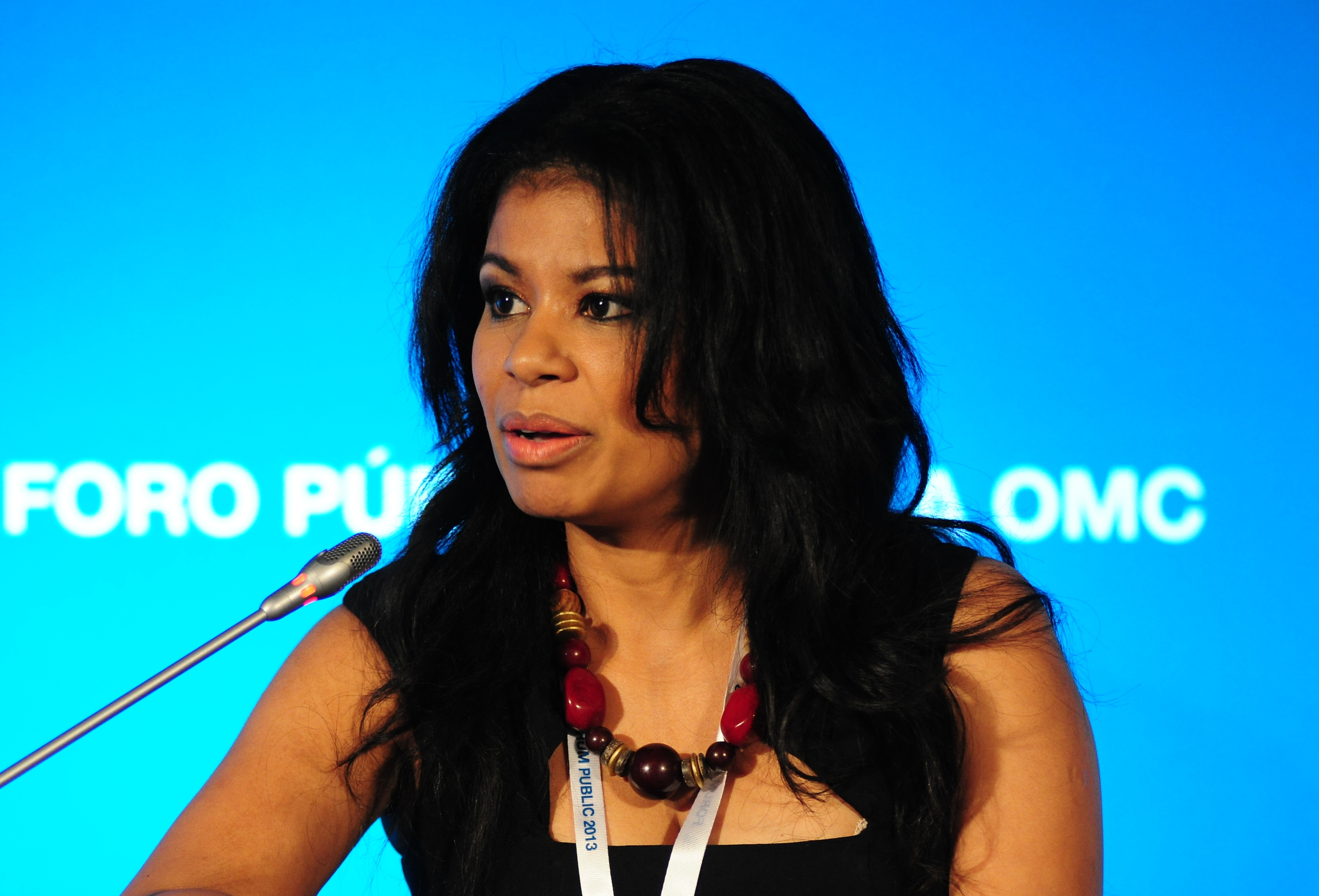
Julie Gichuru

Julie Gathoni Sumira Gichuru (sinh ngày 7 tháng 1 năm 1974) là một doanh nhân và nhân vật truyền thông của Kenya với các khoản đầu tư vào lĩnh vực truyền thông, bán lẻ thời trang và giải trí. Cô là một giám đốc độc lập trong hội đồng quản trị của thương hiệu Kenya và công ty TNHH Truyền thông Acumen và là thành viên của Ủy ban sáng kiến lãnh đạo châu Phi.

## Cuộc đời và học vấn
Cô thuộc nhiều chủng tộc, với gia đình của cha cô là người gốc Kashmir và gia đình mẹ của cô từ Kiambu. Ông của cô được sinh ra ở Kabete. Cô sống trong một ngôi nhà dọc theo đường Wanyee ở Dagoretti, Nairobi lúc còn nhỏ. Gichuru có bằng Cử nhân Luật và bằng Thạc sỹ Quản trị Kinh doanh của Trường Luật Cardiff, Đại học Wales và Trường Kinh doanh Cardiff, Đại học Wales.

## Sự nghiệp
Sự nghiệp của Julie trong lĩnh vực truyền thông kéo dài hơn 15 năm qua và đã thấy công việc của cô hầu hết gắn bó với các lĩnh vực phát sóng, in ấn và truyền thông kỹ thuật số. Julie cũng đã là người tiên phong trong một số chương trình truyền hình ấn tượng, từ loạt phim truyền hình đầu tiên của Kenya, The Inside Story trên mạng truyền hình Kenya với nhiều chương trình hiện tại tại NTV (Kenya) bao gồm các chương trình chính trị như Showdown, On the Spot, You The Jury và The People's Voice, và chương trình tin tức nổi tiếng như Sunday Live. Thông qua ARIMUS Media Limited, Julie hiện đang giám sát việc sản xuất và chất lượng nội dung truyền hình ở Châu Phi như đối thoại lãnh đạo châu Phi, nền tảng tranh luận của trường trung học Great Great Contest và giải trí Maisha. Tổ chức Footprints Africa Foundation (FAF) đã được Anthony và Julie Gichuru thành lập để giúp trao quyền và phát triển các xã hội lành mạnh, trang nghiêm và đầy đủ thông tin trong khu vực. FAF tin tưởng vào việc tạo cho mọi người một cơ hội để tạo ra một dấu ấn, để lại dấu ấn của sự tích cực trên thế giới.

## Giải thưởng
Cô là người nhận được giải thưởng Martin Luther King Salute to Greatness.

## Đời tư
Julie thích việc có gia đình, cô đã kết hôn với doanh nhân Anthony Gichuru và họ đã có 5 người con. 